# Mrázekit
Mrázekit ist ein selten vorkommendes Mineral aus der Mineralklasse der „Phosphate, Arsenate und Vanadate“. Es kristallisiert im monoklinen Kristallsystem mit der chemischen Zusammensetzung Bi2Cu3[O|OH|PO4]2·2H2O, ist also ein wasserhaltiges Bismut-Kupfer-Phosphat mit zusätzlichen Sauerstoff- und Hydroxidionen.
Mrázekit ist durchsichtig bis durchscheinend und entwickelt nadelige bis dünntafelige Kristalle, aber auch rosettenförmige, radialstrahlige oder kugelige Mineral-Aggregate von himmelblauer Farbe bei hellblauer Strichfarbe. Die Oberflächen der Kristalle weisen einen glasähnlichen Glanz auf.
Mit einer Mohshärte von 2 bis 3 gehört Mrázekit zu den weichen bis mittelharten Mineralen, die sich ähnlich wie die Referenzminerale Gips (2) bzw. Calcit (3) entweder noch mit dem Fingernagel oder mit einer Kupfermünze ritzen lassen.

## Besondere Eigenschaften
Mrázekit ist empfindlich gegenüber Immersionsflüssigkeiten.

## Etymologie und Geschichte
Erstmals entdeckt wurde das Mineral von dem Mineralogen und Sammler Zdeněk Mrázek (1952–1984) in der Lagerstätte Podlipa nahe der Gemeinde Ľubietová am Rand des Slowakischen Erzgebirges. Beschrieben wurde Mrázekit 1992 durch Tomáš Řídkošil (* 1953), V. Šrein, J. Fábry, Jiří Hybler und B. A. Maximov, die das Mineral nach seinem Entdecker benannten.
Das Typmineral des Minerals wird in der Karls-Universität Prag und dem Prager Nationalmuseum in Tschechien (Katalog-Nr. P1N88529) aufbewahrt.

## Klassifikation
Bereits in der veralteten, aber teilweise noch gebräuchlichen 8. Auflage der Mineralsystematik nach Strunz gehörte der Mrázekit zur Mineralklasse der „Phosphate, Arsenate und Vanadate“ und dort zur Abteilung der „Wasserhaltigen Phosphate mit fremden Anionen“, wo er zusammen mit Agardit-(Ce), Agardit-(Dy), Agardit-(La), Agardit-(Nd), Agardit-(Y), Calciopetersit, Goudeyit, Juanitait, Mixit, Petersit-(Ce), Petersit-(Nd), Petersit-(Y), Plumboagardit und Zálesíit die „Mixit-Gruppe“ mit der System-Nr. VII/D.53 bildete.
Die seit 2001 gültige und von der International Mineralogical Association (IMA) verwendete 9. Auflage der Strunz’schen Mineralsystematik ordnet den Mrázekit ebenfalls in die Abteilung der „Phosphate usw. mit zusätzlichen Anionen; mit H2O“ ein. Diese ist allerdings weiter unterteilt nach der relativen Größe der beteiligten Kationen und dem Stoffmengenverhältnis der weiteren Anionen (OH etc.) zum Phosphat, Arsenat bzw. Vanadatkomplex (RO4), so dass das Mineral entsprechend seiner Zusammensetzung in der Unterabteilung „Mit großen und mittelgroßen Kationen; (OH usw.) : RO4 = 1 : 1“ zu finden ist, wo es als einziges Mitglied die unbenannte Gruppe 8.DJ.40 bildet.
Auch die vorwiegend im englischen Sprachraum gebräuchliche Systematik der Minerale nach Dana ordnet den Mrázekit in die Klasse der „Phosphate, Arsenate und Vanadate“ und dort in die Abteilung der „Wasserhaltige Phosphate etc., mit Hydroxyl oder Halogen“ ein. Hier ist er als einziges Mitglied in der unbenannten Gruppe 42.04.15 innerhalb der Unterabteilung „Wasserhaltige Phosphate etc., mit Hydroxyl oder Halogen mit (AB)5(XO4)2Zq × x(H2O)“ zu finden.

## Bildung und Fundorte
Mrázekit bildet sich sekundär als Oxidationsprodukt aus polymetallischen Sulfiden. Als Begleitminerale können unter anderem Beudantit, Bismutit, Chalkopyrit, Chalkosin, Chrysokoll, Libethenit, Malachit, Mixit, Pseudomalachit, Pyromorphit, Reichenbachit und Tetraedrit auftreten.
Als seltene Mineralbildung konnte Mrázekit nur an wenigen Fundorten nachgewiesen, wobei bisher (Stand 2014) etwas mehr als 10 Fundorte bekannt sind. Seine Typlokalität Podlipa bei Ľubietová ist dabei der bisher einzige bekannte Fundort in der Slowakei.
In Deutschland fand man Mrázekit unter anderem an einem Bergweg bei Gadernheim und an zwei Fundpunkten am Hohenstein bei Lautertal-Reichenbach im hessischen Odenwald sowie in der Grube „Arme Hilfe“ bei Ullersreuth im Saale-Orla-Kreis in Thüringen.
Weitere bisher bekannte Fundorte sind die Wombathöhlenprospektion am Morass Creek Gorge nahe Benambra im australischen Bundesstaat Victoria, eine Bismut-Ader am Brézouard nahe Sainte-Marie-aux-Mines in Frankreich, die „Assunção Mine“ bei Aldeia Nova (Gemeinde Ferreira de Aves, Viseu) in Portugal, Moldova Nouă (deutsch Neumoldowa, Kreis Caraș-Severin) in Rumänien und Jáchymov in der tschechischen Region Böhmen.

## Kristallstruktur
Mrázekit kristallisiert monoklin in der Raumgruppe P21/n (Raumgruppen-Nr. 14, Stellung 2) mit den Gitterparametern a = 9,06 Å; b = 6,34 Å; c = 21,24 Å und β = 101,6° sowie vier Formeleinheiten pro Elementarzelle.